# Népszava
Népszava (česky Slovo lidu) je maďarský levicový tiskový deník vycházející v Maďarsku nepřetržije od května roku 1877.

## Historie
Předchůdcem deníku Népszava byla Munkás Heti-Krónika (v německé verzi: Arbeiter Wochen-Chronik), která vyšla poprvé dne 5. ledna 1873. Toto datum tak i Népszava považuje za počátek svého číslování a ročníků. První verze Népszavy (v německé verzi: Volksstimme) byla vydána v květnu roku 1877 v Budapešti v redakční úpravě Viktora Külföldiho. V roce 1880 se stala stranickým listem tehdejší Sociálnědemokratické strany Maďarska (MSZDP). Nejprve však vycházela jen několikrát za týden. Na pravidelný deník se přeměnila dne 1. dubna 1905. V letech 1940 až 1944 byl jejím šéfredaktorem Árpád Szakasits. Po převzetí moci komunisty v roce 1948 se Népszava stala listem odborových svazů.
Během protikomunistického povstání na podzim roku 1956 převzala Sociálnědemokratická strana Maďarska (MSZDP) Népszavu zpět a až do své listopadové rezignace ji redigoval Zoltán Horváth. V letech 1957 až 1964 redigovala noviny Anna Kéthly v Londýně. Po krátkou dobu list fungoval i pod názvem Népakarat (česky Vůle lidu), avšak v roce 1958 byl změněn zpět na Népszava a stal se opět odborářským deníkem.
Po pádu komunismu byla Népszava za nepřehledných okolností privatizována. V roce 1994 je koupil János Fenyő, který noviny výrazně modernizoval. Poté, co byl v roce 1998 zavražděn, jeho vdova noviny prodala. Následovalo období střídání majitelů a hledání ideologického umístění. V roce 2005 se s finanční podporou László Kapolyie sblížila Népszava s Maďarskou socialistickou stranou (MSZP) a od té doby vycházela s podtitulem „sociálnědemokratický  deník“. V roce 2010 byl vzhled listu přeměněn, získal modernější titul připomínající britský The Guardian, novou typografi a novou vnitřní strukturu. V červnu 2012 koupil vydavatelství Népszavy společnost provozující portál Stop.hu. Odborová organizace listu v srpnu vyzvala vydavatele otevřeným dopisem, aby předal svá vydavatelská práva redakci. Na konci roku 2017 byl počet výtisků 20 122 denně. V dubnu 2019 koupila Népszavu společnost Proton Trade Zrt., jejímž majitelem je Tamás Leisztinger, podnikatel s vazbami na Maďarskou socialistickou stranu (MSZP) a tehdejší partner socialistické političky Katy Tüttő, která se krátce na to stala zástupkyní budapešťského primátora Gergelye Karácsonye. 